# Второй (альбом)
Второй —  девятый студийный альбом Григория Лепса, второй диск песен Владимира Высоцкого. Записан и выпущен в 2007 году.

## Критика
Рита Скитер из агентства InterMedia поставила альбому 2 балла из 5. Она посчитала, что Лепса в альбоме «гораздо больше, чем Высоцкого». По мнению рецензента, «богатые яростные аранжировки ментально напоминают редкие записи Высоцкого с ансамблем "Мелодия"». Также журналистка отметила, что песни «исполняются здесь как-то бездумно, непрочувствованно, с болезненным азартом: такое ощущение, что Григорий Лепс впадает в раж при звуках собственного голоса, после чего уже не может остановиться, очертя голову несясь куда-то поперек песни». «Тут уж не важны ни мелодии, ни сюжет — до слушателя будет донесен только богатырский рык» — посчитала рецензент.

## Список композиций
1. «Райские яблоки»
2. «Певец у микрофона»
3. «Человек за бортом»
4. «Горизонт»
5. «Песня самолёта-истребителя»
6. «Братские могилы»
7. «Разбойничья»
8. «Был развесёлый розовый восход»
9. «Баллада о борьбе»

В 2008 году вышло переиздание альбома. Список композиций в переиздании остался прежним, изменилась лишь аранжировка песен.

## DVD

### Фрагменты концерта-презентации
- Презентация альбома «Второй» состоялась в Государственном Кремлёвском дворце 22 ноября 2007 года.

1. «Райские яблоки»
2. «Певец у микрофона»
3. «Разбойничья»
4. «Был развесёлый розовый восход»
5. «Баллада о борьбе»

## Музыканты
- Григорий Лепс — вокал
- Артур Осипов — барабаны
- Виктор Левченко — бас-гитара
- Денис Катасонов — соло-гитара
- Геннадий Пучков — клавиши

## Участники записи
- Валентин Тевянский — звуковое продюсирование, аранжировки
- Влад Бурыкин — фото
- Евгений Подмазин — редактирование
- Майя Серикова — идея оформления